# Nieuwerkerk aan den IJssel

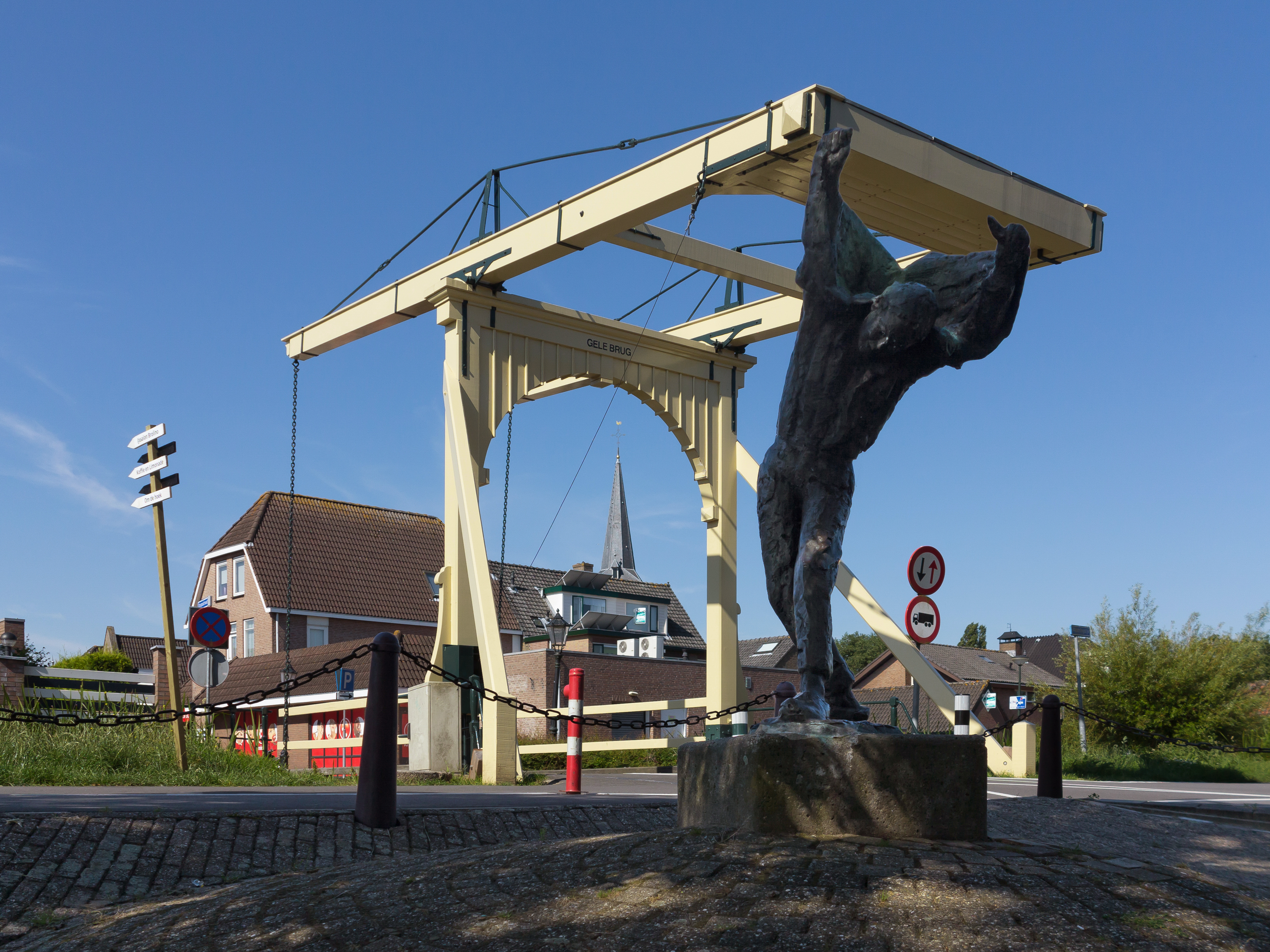
Sculpture et le pont (de Gele Brug)

Nieuwerkerk aan den IJssel est une petite ville des Pays-Bas de la province de la Hollande-Méridionale, faisant partie de la commune de Zuidplas. Le 31 décembre 2009, Moordrecht comptait 21 689 habitants.
Nieuwerkerk aan den IJssel possède le point le plus bas des Pays-Bas : 6,76 mètres sous le NAP (Normaal Amsterdams Peil).

## Histoire de la commune

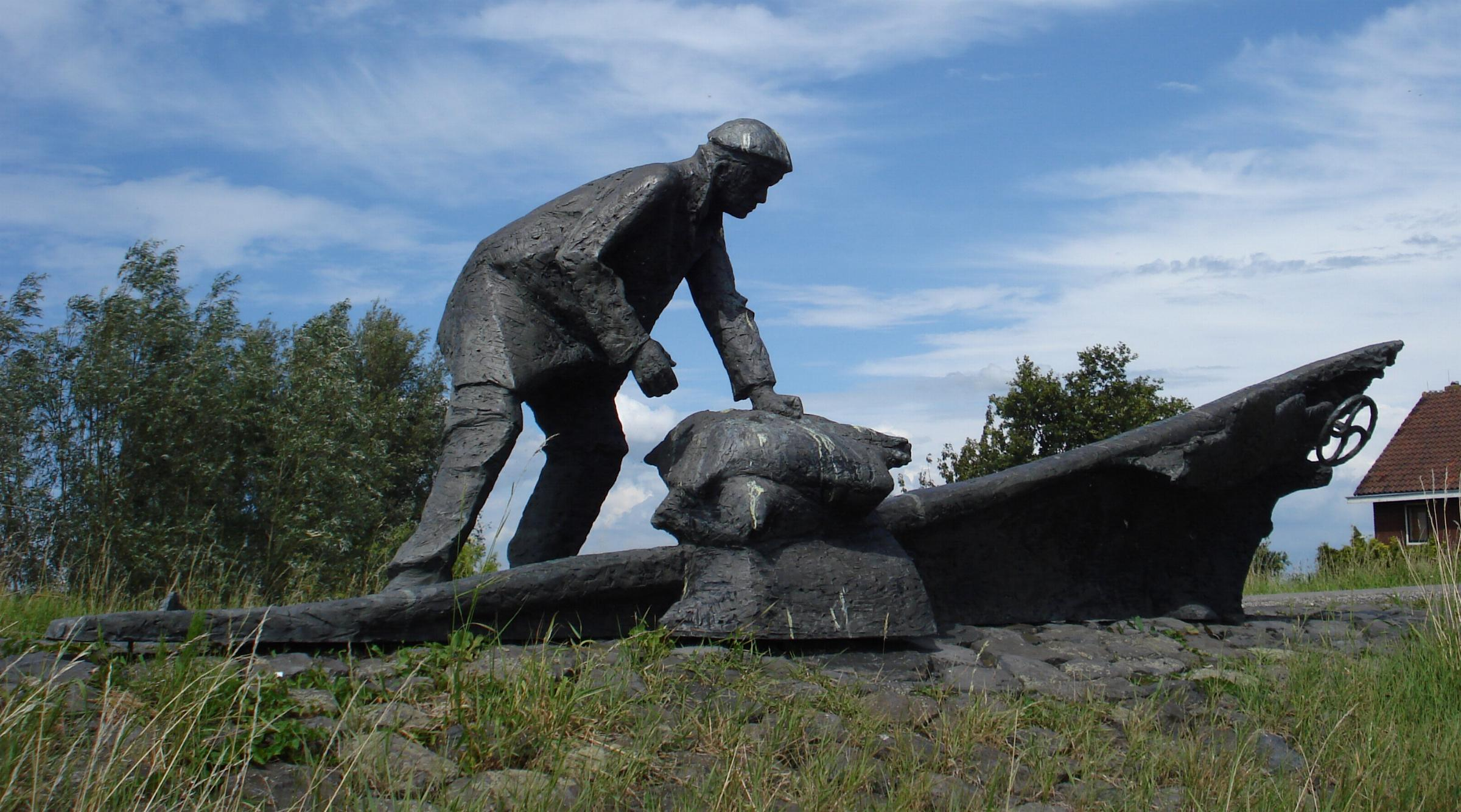
Een dubbeltje op zijn kant, Nieuwerkerk aan den IJssel, (1983). Cette œuvre de Roel Bendijk fait référence à un épisode du raz-de-marée en mer du Nord en 1953, où un marin utilisa son bateau pour colmater une brèche ouverte par le raz-de-marée dans une digue : du sable put ainsi être mis, et des territoires densément peuplés furent épargnés.

Nieuwerkerk aan den IJssel a été une commune indépendante jusqu'au 1er janvier 2010. À cette date, elle a fusionné avec Moordrecht et Zevenhuizen-Moerkapelle pour former la nouvelle commune de Zuidplas.
La commune avait une superficie de 18,47 km2. Au 31 décembre 2009, elle comptait 21 689 habitants.

## Jumelage
- Bückeburg (Allemagne)

## Personnalité liée à la ville
- Davina Michelle, née à Nieuwerkerk aan den IJseel. Chanteuse notamment connue pour ses titres "Duurt te lang" et "Hoe het danst"